# Lista de membros de AKB48
O AKB48 é um grupo de garotas ídolo japonesas formado em 2005. Em 28 de julho de 2019 o grupo é composto por 102 membros, divididos entre várias equipes: Time A com 23 membros, Time K com 23 membros, Time B com 23 membros, Time 4 com 28 membros e o Time 8 com 38 membros, este dos quais com 33 membros atuam simultaneamente com outras equipes do grupo. Há membros da Kenkyusei, 13 dos quais atuam em equipes específicas como substitutos, e três deles foram recrutados como um grupo de substitutos gerais.
O grupo divulga eventos especiais para escolher as integrantes e a gravação para alguns de seus singles. Em 2009, o conceito de eleições gerais (選挙, sōsenkyo) foi introduzido. Para obter uma cédula, os eleitores têm que comprar o último "single de eleição" do grupo, ou inscrever o fã-clube oficial. Os membros que receberem mais votos participarão da gravação do próximo single do AKB48, e serão promovidos. O membro mais votado ganha o direito de ser o ator central durante as apresentações ao vivo do grupo.
Mion Mukaichi é o atual líder ou "gerente geral" do AKB48 e todos os seus grupos irmãos. Os resultados das eleições gerais anuais do AKB48 de 2009 a 2018 estão incluídos. As células cinzentas escuras indicam que o membro não participou nessa eleição. Células cinza claro marcadas com "N/A" indicam que o membro participou da eleição, mas não se classificou. Os membros classificados entre os números 81 e 100 também são denotados por células cinza claro.
Os membros são listados por ordem abaixo conforme aparecem na lista do site oficial em 28 de julho de 2019.

## Time A
O Time A está associada a cor rosa, a capitã atual é Rin Okabe
| Nome                                          | Data de Nascimento (Idade)       | Classificação eleitoral  | Classificação eleitoral  | Classificação eleitoral  | Classificação eleitoral  | Classificação eleitoral  | Classificação eleitoral  | Classificação eleitoral  | Classificação eleitoral  | Classificação eleitoral  | Classificação eleitoral  |
| Nome                                          | Data de Nascimento (Idade)       | 1                        | 2                        | 3                        | 4                        | 5                        | 6                        | 7                        | 8                        | 9                        | 10                       |
| --------------------------------------------- | -------------------------------- | ------------------------ | ------------------------ | ------------------------ | ------------------------ | ------------------------ | ------------------------ | ------------------------ | ------------------------ | ------------------------ | ------------------------ |
| Anna Iriyama (入山 杏奈, Iriyama Anna)        | 3 de dezembro de 1995 (29 anos)  | &0000000000000999.000000 | &0000000000000999.000000 | N/A                      | N/A                      | 30                       | 20                       | &0000000000000999.000000 | 18                       | &0000000000000999.000000 | &0000000000000999.000000 |
| Rin Okabe (岡部麟, Okabe Rin)                 | 7 de novembro de 1996 (28 anos)  | &0000000000000999.000000 | &0000000000000999.000000 | &0000000000000999.000000 | &0000000000000999.000000 | &0000000000000999.000000 | N/A                      | N/A                      | N/A                      | N/A                      | 58                       |
| Hinano Okumoto (奥本陽菜, Okumoto Hinano)     | 9 de outubro de 2003 (21 anos)   | &0000000000000999.000000 | &0000000000000999.000000 | &0000000000000999.000000 | &0000000000000999.000000 | &0000000000000999.000000 | &0000000000000999.000000 | &0000000000000999.000000 | &0000000000000999.000000 | &0000000000000999.000000 | N/A                      |
| Yui Oguri (小栗有以, Oguri Yui)               | 26 de dezembro de 2001           | &0000000000000999.000000 | &0000000000000999.000000 | &0000000000000999.000000 | &0000000000000999.000000 | &0000000000000999.000000 | N/A                      | N/A                      | N/A                      | 51                       | 25                       |
| Rena Kato (加藤玲奈, Kato Rena)               | 10 de julho de 1997 (27 anos)    | &0000000000000999.000000 | &0000000000000999.000000 | N/A                      | N/A                      | N/A                      | 32                       | 28                       | 26                       | 21                       | 36                       |
| Moe Goto (後藤萌咲, Goto Moe)                 | 20 de maio de 2001 (23 anos)     | &0000000000000999.000000 | &0000000000000999.000000 | &0000000000000999.000000 | &0000000000000999.000000 | &0000000000000999.000000 | N/A                      | N/A                      | N/A                      | 76                       | 65                       |
| Miu Shitao (下尾みう, Shitao Miu)             | 3 de abril de 2001 (23 anos)     | &0000000000000999.000000 | &0000000000000999.000000 | &0000000000000999.000000 | &0000000000000999.000000 | &0000000000000999.000000 | N/A                      | N/A                      | N/A                      | N/A                      | N/A                      |
| Ayana Shinozaki (篠崎彩奈, Shinozaki Ayana)   | 8 de janeiro de 1996 (29 anos)   | &0000000000000999.000000 | &0000000000000999.000000 | &0000000000000999.000000 | N/A                      | N/A                      | N/A                      | 78                       | 94                       | 94                       | 94                       |
| Karin Shimoaoki (下青木香鈴, Shimoaoki Karin) | 28 de outubro de 2000 (24 anos)  | &0000000000000999.000000 | &0000000000000999.000000 | &0000000000000999.000000 | &0000000000000999.000000 | &0000000000000999.000000 | N/A                      | N/A                      | N/A                      | N/A                      | &0000000000000999.000000 |
| Kurumi Suzuki (鈴木くるみ, Suzuki Kurumi)     | 2 de setembro de 2004 (20 anos)  | &0000000000000999.000000 | &0000000000000999.000000 | &0000000000000999.000000 | &0000000000000999.000000 | &0000000000000999.000000 | &0000000000000999.000000 | &0000000000000999.000000 | &0000000000000999.000000 | N/A                      | N/A                      |
| Manaka Taguchi (田口愛佳, Taguchi Manaka)     | 12 de dezembro de 2003 (21 anos) | &0000000000000999.000000 | &0000000000000999.000000 | &0000000000000999.000000 | &0000000000000999.000000 | &0000000000000999.000000 | &0000000000000999.000000 | &0000000000000999.000000 | &0000000000000999.000000 | N/A                      | N/A                      |
| Hijiri Tanikawa (谷川聖, Tanikawa Hijiri)     | 26 de dezembro de 2000 (24 anos) | &0000000000000999.000000 | &0000000000000999.000000 | &0000000000000999.000000 | &0000000000000999.000000 | &0000000000000999.000000 | N/A                      | N/A                      | N/A                      | 96                       | N/A                      |
| Erii Chiba (千葉恵里, Chiba Erii)             | 27 de outubro de 2003 (21 anos)  | &0000000000000999.000000 | &0000000000000999.000000 | &0000000000000999.000000 | &0000000000000999.000000 | &0000000000000999.000000 | &0000000000000999.000000 | &0000000000000999.000000 | N/A                      | N/A                      | N/A                      |
| Kurena Cho (長久玲奈, Cho Kurena)             | 11 de maio de 2000 (24 anos)     | &0000000000000999.000000 | &0000000000000999.000000 | &0000000000000999.000000 | &0000000000000999.000000 | &0000000000000999.000000 | N/A                      | N/A                      | N/A                      | N/A                      | N/A                      |
| Rei Nishikawa (西川怜, Nishikawa Rei)         | 25 de outubro de 2003 (21 anos)  | &0000000000000999.000000 | &0000000000000999.000000 | &0000000000000999.000000 | &0000000000000999.000000 | &0000000000000999.000000 | &0000000000000999.000000 | &0000000000000999.000000 | N/A                      | N/A                      | N/A                      |
| Kotone Hitomi (人見古都音, Hitomi Kotone)     | 19 de janeiro de 2001 (24 anos)  | &0000000000000999.000000 | &0000000000000999.000000 | &0000000000000999.000000 | &0000000000000999.000000 | &0000000000000999.000000 | N/A                      | N/A                      | N/A                      | N/A                      | N/A                      |
| Ayaka Maeda (前田彩佳, Maeda Ayaka)           | 8 de dezembro de 2000 (24 anos)  | &0000000000000999.000000 | &0000000000000999.000000 | &0000000000000999.000000 | &0000000000000999.000000 | &0000000000000999.000000 | &0000000000000999.000000 | &0000000000000999.000000 | &0000000000000999.000000 | N/A                      | N/A                      |
| Miho Miyazaki (宮崎美穂, Miyazaki Miho)       | 30 de julho de 1993 (31 anos)    | 18                       | 21                       | 27                       | 38                       | N/A                      | 78                       | N/A                      | 78                       | N/A                      | N/A                      |
| Mion Mukaichi (向井地美音, Mukaichi Mion)     | 29 de janeiro de 1998 (27 anos)  | &0000000000000999.000000 | &0000000000000999.000000 | &0000000000000999.000000 | &0000000000000999.000000 | &0000000000000999.000000 | N/A                      | 44                       | 13                       | 17                       | 13                       |
| Yui Yokoyama (横山由依, Yokoyama Yui)         | 8 de dezembro de 1992 (32 anos)  | &0000000000000999.000000 | N/A                      | 19                       | 15                       | 13                       | 13                       | 10                       | 11                       | 7                        | 6                        |
| Karen Yoshida (吉田華恋, Yoshida Karen)       | 27 de agosto de 2002 (22 anos)   | &0000000000000999.000000 | &0000000000000999.000000 | &0000000000000999.000000 | &0000000000000999.000000 | &0000000000000999.000000 | &0000000000000999.000000 | &0000000000000999.000000 | N/A                      | N/A                      | N/A                      |

Notas: Rin Okabe, Hinano Okumoto, Yui Oguri, Miu Shitao, Karin Shimoaoki, Hijiri Tanikawa, Kurena Chou, Kotone Hitomi e Karen Yoshida são membros simultâneos do Time A e do Time 8.

### Time A suporte Kenkyuusei
| nome                                         | Data de nascimento (idade)        |
| -------------------------------------------- | --------------------------------- |
| Minami Sato (佐藤美波, Sato Minami)          | 3 de agosto de 2003 (21 anos)     |
| Saki Michieda (道枝咲, Michieda Saki)        | 20 de dezembro de 2003 (21 anos)  |
| Suzuha Yamane (山根涼羽, Yamane Suzuha)      | 11 de agosto de 2000 (24 anos)    |
| Shiori Sato (佐藤 詩識, Sato Shiori)         | 22 de julho de 2001 (23 anos)     |
| Nazuna Furukawa (古川 夏凪, Furukawa Nazuna) | 21 de agosto de 2003 (21 anos)    |
| Sora Honda (本田 そら, Honda Sora)           | 26 de fevereiro de 1999 (26 anos) |

## Time K
Time K is associated with the color green, the current captain is Haruka Komiyama.
| Name                                               | Birth date (age)                  | Election rank            | Election rank            | Election rank            | Election rank            | Election rank            | Election rank            | Election rank            | Election rank            | Election rank            | Election rank |
| Name                                               | Birth date (age)                  | 1                        | 2                        | 3                        | 4                        | 5                        | 6                        | 7                        | 8                        | 9                        | 10            |
| -------------------------------------------------- | --------------------------------- | ------------------------ | ------------------------ | ------------------------ | ------------------------ | ------------------------ | ------------------------ | ------------------------ | ------------------------ | ------------------------ | ------------- |
| Manami Ichikawa (市川 愛美, Ichikawa Manami)       | 26 de agosto de 1999 (25 anos)    | &0000000000000999.000000 | &0000000000000999.000000 | &0000000000000999.000000 | &0000000000000999.000000 | &0000000000000999.000000 | N/A                      | N/A                      | N/A                      | N/A                      | 115           |
| Erina Oda (小田 えりな, Oda Erina)                 | 25 de abril de 1997 (27 anos)     | &0000000000000999.000000 | &0000000000000999.000000 | &0000000000000999.000000 | &0000000000000999.000000 | &0000000000000999.000000 | N/A                      | N/A                      | N/A                      | 92                       | 60            |
| Narumi Kuranoo (倉野尾 成美, Kuranoo Narumi)       | 8 de novembro de 2000 (24 anos)   | &0000000000000999.000000 | &0000000000000999.000000 | &0000000000000999.000000 | &0000000000000999.000000 | &0000000000000999.000000 | N/A                      | N/A                      | 34                       | 30                       | 49            |
| Haruka Komiyama (込山 榛香, Komiyama Haruka)       | 12 de setembro de 1998 (26 anos)  | &0000000000000999.000000 | &0000000000000999.000000 | &0000000000000999.000000 | &0000000000000999.000000 | &0000000000000999.000000 | N/A                      | N/A                      | 21                       | 52                       | 52            |
| Hinana Shimoguchi (下口 ひなな, Shimoguchi Hinana) | 19 de julho de 2001 (23 anos)     | &0000000000000999.000000 | &0000000000000999.000000 | &0000000000000999.000000 | &0000000000000999.000000 | &0000000000000999.000000 | N/A                      | N/A                      | N/A                      | N/A                      | N/A           |
| Misaki Terada (寺田 美咲, Terada Misaki)           | 28 de dezembro de 1999 (25 anos)  | &0000000000000999.000000 | &0000000000000999.000000 | &0000000000000999.000000 | &0000000000000999.000000 | &0000000000000999.000000 | &0000000000000999.000000 | &0000000000000999.000000 | &0000000000000999.000000 | N/A                      | N/A           |
| Ayami Nagatomo (長友 彩海, Nagatomo Ayami)         | 2 de novembro de 2000 (24 anos)   | &0000000000000999.000000 | &0000000000000999.000000 | &0000000000000999.000000 | &0000000000000999.000000 | &0000000000000999.000000 | &0000000000000999.000000 | &0000000000000999.000000 | &0000000000000999.000000 | N/A                      | N/A           |
| Haruna Hashimoto (橋本 陽菜, Hashimoto Haruna)     | 25 de maio de 2000 (24 anos)      | &0000000000000999.000000 | &0000000000000999.000000 | &0000000000000999.000000 | &0000000000000999.000000 | &0000000000000999.000000 | N/A                      | N/A                      | N/A                      | N/A                      | 109           |
| Yuki Harumoto (春本 ゆき, Harumoto Yuki)           | 24 de dezembro de 1999 (25 anos)  | &0000000000000999.000000 | &0000000000000999.000000 | &0000000000000999.000000 | &0000000000000999.000000 | &0000000000000999.000000 | &0000000000000999.000000 | &0000000000000999.000000 | &0000000000000999.000000 | &0000000000000999.000000 | N/A           |
| Ayaka Hidaritomo (左伴彩佳, Hidaritomo Ayaka)      | 29 de julho de 1998 (26 anos)     | &0000000000000999.000000 | &0000000000000999.000000 | &0000000000000999.000000 | &0000000000000999.000000 | &0000000000000999.000000 | N/A                      | N/A                      | N/A                      | N/A                      | N/A           |
| Minami Minegishi (峯岸 みなみ, Minegishi Minami)   | 15 de novembro de 1992 (32 anos)  | 16                       | 14                       | 15                       | 14                       | 18                       | 22                       | 19                       | 17                       | 19                       | 32            |
| Orin Muto (武藤 小麟, Mutō Orin)                   | 22 de julho de 2000 (24 anos)     | &0000000000000999.000000 | &0000000000000999.000000 | &0000000000000999.000000 | &0000000000000999.000000 | &0000000000000999.000000 | &0000000000000999.000000 | &0000000000000999.000000 | &0000000000000999.000000 | 55                       | N/A           |
| Tomu Muto (武藤 十夢, Mutō Tomu)                   | 25 de novembro de 1994 (30 anos)  | &0000000000000999.000000 | &0000000000000999.000000 | &0000000000000999.000000 | 49                       | 45                       | 24                       | 16                       | 10                       | &0000000000000999.000000 | 7             |
| Shinobu Mogi (茂木 忍, Mogi Shinobu)               | 16 de fevereiro de 1997 (28 anos) | &0000000000000999.000000 | &0000000000000999.000000 | &0000000000000999.000000 | N/A                      | N/A                      | N/A                      | 57                       | 47                       | 74                       | 101           |
| Kana Yasuda (安田 叶, Yasuda Kana)                 | 11 de março de 2002 (23 anos)     | &0000000000000999.000000 | &0000000000000999.000000 | &0000000000000999.000000 | &0000000000000999.000000 | &0000000000000999.000000 | &0000000000000999.000000 | &0000000000000999.000000 | &0000000000000999.000000 | N/A                      | N/A           |
| Moeka Yahagi (矢作 萌夏, Yahagi Moeka)             | 5 de julho de 2002 (22 anos)      | &0000000000000999.000000 | &0000000000000999.000000 | &0000000000000999.000000 | &0000000000000999.000000 | &0000000000000999.000000 | &0000000000000999.000000 | &0000000000000999.000000 | &0000000000000999.000000 | &0000000000000999.000000 | N/A           |
| Kyoka Yamada (山田 杏華, Yamada Kyoka)             | 3 de novembro de 2002 (22 anos)   | &0000000000000999.000000 | &0000000000000999.000000 | &0000000000000999.000000 | &0000000000000999.000000 | &0000000000000999.000000 | &0000000000000999.000000 | &0000000000000999.000000 | &0000000000000999.000000 | N/A                      | N/A           |
| Ami Yumoto (湯本 亜美, Yumoto Ami)                 | 3 de outubro de 1997 (27 anos)    | &0000000000000999.000000 | &0000000000000999.000000 | &0000000000000999.000000 | &0000000000000999.000000 | &0000000000000999.000000 | N/A                      | N/A                      | N/A                      | N/A                      | N/A           |
| Yui Yokoyama (横山 結衣, Yokoyama Yui)             | 22 de fevereiro de 2001 (24 anos) | &0000000000000999.000000 | &0000000000000999.000000 | &0000000000000999.000000 | &0000000000000999.000000 | &0000000000000999.000000 | N/A                      | N/A                      | N/A                      | N/A                      | N/A           |

Notes: Erina Oda, Narumi Kuranoo, Misaki Terada, Haruna Hashimoto, Yuki Harumoto, Ayaka Hidaritomo & Kyoka Yamada are concurrent members of AKB48 Team K and AKB48 Team 8.

### Time K suporte Kenkyuusei
| Name                                       | Birth date (age)                |
| ------------------------------------------ | ------------------------------- |
| Rina Okada (岡田 梨奈, Okada Rina)         | 26 de agosto de 1999 (25 anos)  |
| Ran Kobayashi (小林 蘭, Kobayashi Ran)     | 7 de outubro de 2003 (21 anos)  |
| Yuzuki Suenaga (末永 祐月, Suenaga Yuzuki) | 3 de novembro de 2005 (19 anos) |
| Megumi Nagano (永野 恵, Nagano Megumi)     | 22 de março de 2004 (21 anos)   |

## Team B
Team B is associated with the color blue, the current captain is Saho Iwatate .
| Name                                               | Birth date (age)                  | Election rank            | Election rank            | Election rank            | Election rank            | Election rank            | Election rank            | Election rank            | Election rank            | Election rank            | Election rank            |
| Name                                               | Birth date (age)                  | 1                        | 2                        | 3                        | 4                        | 5                        | 6                        | 7                        | 8                        | 9                        | 10                       |
| -------------------------------------------------- | --------------------------------- | ------------------------ | ------------------------ | ------------------------ | ------------------------ | ------------------------ | ------------------------ | ------------------------ | ------------------------ | ------------------------ | ------------------------ |
| Saho Iwatate (岩立 沙穂, Iwatate Saho)             | 4 de outubro de 1994 (30 anos)    | &0000000000000999.000000 | &0000000000000999.000000 | &0000000000000999.000000 | N/A                      | N/A                      | 66                       | N/A                      | 51                       | 42                       | 22                       |
| Nao Ota (太田 奈緒, Ota Nao)                       | 5 de dezembro de 1999 (25 anos)   | &0000000000000999.000000 | &0000000000000999.000000 | &0000000000000999.000000 | &0000000000000999.000000 | &0000000000000999.000000 | N/A                      | N/A                      | N/A                      | 65                       | 62                       |
| Maho Omori (大盛 真歩, Omori Maho)                 | 5 de dezembro de 1994 (30 anos)   | &0000000000000999.000000 | &0000000000000999.000000 | &0000000000000999.000000 | &0000000000000999.000000 | &0000000000000999.000000 | &0000000000000999.000000 | &0000000000000999.000000 | &0000000000000999.000000 | &0000000000000999.000000 | N/A                      |
| Shizuka Oya (大家 志津香, Oya Shizuka)             | 28 de dezembro de 1991 (33 anos)  | N/A                      | N/A                      | 29                       | 59                       | N/A                      | N/A                      | N/A                      | 87                       | 98                       | 100                      |
| Hinako Okuhara (奥原 妃奈子, Okuhara Hinako)       | 18 de novembro de 2003 (21 anos)  | &0000000000000999.000000 | &0000000000000999.000000 | &0000000000000999.000000 | &0000000000000999.000000 | &0000000000000999.000000 | &0000000000000999.000000 | &0000000000000999.000000 | &0000000000000999.000000 | &0000000000000999.000000 | N/A                      |
| Yuki Kashiwagi (柏木 由紀, Kashiwagi Yuki)         | 15 de julho de 1991 (33 anos)     | 9                        | 8                        | 3                        | 3                        | 4                        | 3                        | 2                        | 5                        | &0000000000000999.000000 | &0000000000000999.000000 |
| Misaki Kawahara (川原 美咲, Kawahara Misaki)       | 3 de abril de 2002 (22 anos)      | &0000000000000999.000000 | &0000000000000999.000000 | &0000000000000999.000000 | &0000000000000999.000000 | &0000000000000999.000000 | &0000000000000999.000000 | &0000000000000999.000000 | &0000000000000999.000000 | &0000000000000999.000000 | N/A                      |
| Saki Kitazawa (北澤 早紀, Kitazawa Saki)           | 5 de junho de 1997 (27 anos)      | &0000000000000999.000000 | &0000000000000999.000000 | &0000000000000999.000000 | N/A                      | N/A                      | N/A                      | N/A                      | N/A                      | N/A                      | N/A                      |
| Satone Kubo (久保 怜音, Kubo Satone)               | 20 de novembro de 2003 (21 anos)  | &0000000000000999.000000 | &0000000000000999.000000 | &0000000000000999.000000 | &0000000000000999.000000 | &0000000000000999.000000 | &0000000000000999.000000 | &0000000000000999.000000 | N/A                      | 47                       | 75                       |
| Yukari Sasaki (佐々木 優佳里, Sasaki Yukari)       | 28 de agosto de 1995 (29 anos)    | &0000000000000999.000000 | &0000000000000999.000000 | &0000000000000999.000000 | N/A                      | N/A                      | 47                       | 50                       | 38                       | 43                       | 44                       |
| Akari Sato (佐藤 朱, Sato Akari)                   | 9 de novembro de 1996 (28 anos)   | &0000000000000999.000000 | &0000000000000999.000000 | &0000000000000999.000000 | &0000000000000999.000000 | &0000000000000999.000000 | N/A                      | N/A                      | N/A                      | N/A                      | 118                      |
| Maria Shimizu (清水 麻璃亜, Shimizu Maria)         | 29 de setembro de 1997 (27 anos)  | &0000000000000999.000000 | &0000000000000999.000000 | &0000000000000999.000000 | &0000000000000999.000000 | &0000000000000999.000000 | N/A                      | N/A                      | N/A                      | N/A                      | N/A                      |
| Kayoko Takita (田北 香世子, Takito Kayoko)         | 13 de fevereiro de 1997 (28 anos) | &0000000000000999.000000 | &0000000000000999.000000 | &0000000000000999.000000 | &0000000000000999.000000 | &0000000000000999.000000 | N/A                      | N/A                      | N/A                      | N/A                      | N/A                      |
| Megu Taniguchi (谷口 めぐ, Taniguchi Megu)         | 12 de novembro de 1998 (26 anos)  | &0000000000000999.000000 | &0000000000000999.000000 | &0000000000000999.000000 | &0000000000000999.000000 | &0000000000000999.000000 | &0000000000000999.000000 | N/A                      | 69                       | 45                       | 33                       |
| Chiyori Nakanishi (中西 智代梨, Nakanishi Chiyori) | 12 de maio de 1995 (29 anos)      | &0000000000000999.000000 | &0000000000000999.000000 | &0000000000000999.000000 | N/A                      | N/A                      | N/A                      | N/A                      | 91                       | N/A                      | N/A                      |
| Yuna Hattori (服部 有菜, Hattori Yuna)             | 30 de março de 2001 (23 anos)     | &0000000000000999.000000 | &0000000000000999.000000 | &0000000000000999.000000 | &0000000000000999.000000 | &0000000000000999.000000 | &0000000000000999.000000 | N/A                      | N/A                      | N/A                      | N/A                      |
| Yui Hiwatashi (樋渡 結依, Hiwatashi Yui)           | 30 de abril de 2000 (24 anos)     | &0000000000000999.000000 | &0000000000000999.000000 | &0000000000000999.000000 | &0000000000000999.000000 | &0000000000000999.000000 | &0000000000000999.000000 | &0000000000000999.000000 | N/A                      | 73                       | 107                      |
| Seina Fukuoka (福岡 聖菜, Fukuoka Seina)           | 1 de agosto de 2000 (24 anos)     | &0000000000000999.000000 | &0000000000000999.000000 | &0000000000000999.000000 | &0000000000000999.000000 | &0000000000000999.000000 | N/A                      | N/A                      | 97                       | 32                       | 31                       |
| Hitomi Honda (本田 仁美, Honda Hitomi)             | 6 de outubro de 2001 (23 anos)    | &0000000000000999.000000 | &0000000000000999.000000 | &0000000000000999.000000 | &0000000000000999.000000 | &0000000000000999.000000 | &0000000000000999.000000 | N/A                      | N/A                      | N/A                      | 82                       |
| Ayu Yamabe (山邊 步夢, Yamabe Ayu)                 | 3 de fevereiro de 2002 (23 anos)  | &0000000000000999.000000 | &0000000000000999.000000 | &0000000000000999.000000 | &0000000000000999.000000 | &0000000000000999.000000 | &0000000000000999.000000 | &0000000000000999.000000 | N/A                      | N/A                      | N/A                      |
| Ruka Yamamoto (山本 瑠香, Yamamoto Ruka)           | 10 de outubro de 2000 (24 anos)   | &0000000000000999.000000 | &0000000000000999.000000 | &0000000000000999.000000 | &0000000000000999.000000 | &0000000000000999.000000 | &0000000000000999.000000 | N/A                      | N/A                      | N/A                      | N/A                      |
| Nanase Yoshikawa (吉川 七瀬, Yoshikawa Nanase)     | 21 de julho de 1998 (26 anos)     | &0000000000000999.000000 | &0000000000000999.000000 | &0000000000000999.000000 | &0000000000000999.000000 | &0000000000000999.000000 | &0000000000000999.000000 | N/A                      | N/A                      | N/A                      | N/A                      |

Notes: Nao Ota, Hinako Okuhara, Misaki Kawahara, Akari Sato, Yuna Hattori, Hitomi Honda, Ruka Yamamoto & Nanase Yoshikawa are concurrent members of AKB48 Team B and AKB48 Team 8.

### Time B suporte Kenkyuusei
| Name                                     | Birth date (age)              |
| ---------------------------------------- | ----------------------------- |
| Hitomi Otake (大竹 ひとみ, Otake Hitomi) | 27 de junho de 1999 (25 anos) |
| Haruna Saito (齋藤 陽菜, Saito Haruna)   | 24 de maio de 2004 (20 anos)  |